# Rhabdalestes leleupi
Rhabdalestes leleupi é uma espécie de peixe da família Alestidae.
Pode ser encontrada nos seguintes países: Quénia e Tanzânia.
Os seus habitats naturais são: rios e lagos de água doce.